# Метаанализ
Метаана́лиз (англ. meta-analysis) — понятие научной методологии. Означает объединение результатов нескольких исследований методами статистики (то есть количественными методами оценки) для проверки одной или нескольких взаимосвязанных научных гипотез.
В метаанализе используют либо первичные данные оригинальных исследований, либо обобщают опубликованные (вторичные) результаты исследований, посвящённых одной проблеме. Метаанализ является частым, но не обязательным компонентом систематического обзора эмпирических исследований.
Термин «метаанализ» был предложен американским статистиком Джином Глассом в 1976 году.

## История
Первый метаанализ был осуществлён Карлом Пирсоном в 1904 году, который пытался разрешить проблему низкой статистической мощности в исследованиях с небольшим размером выборки. Пирсон анализировал результаты нескольких исследований для того, чтобы получить более точные данные. Первый метаанализ был проведён в 1940 году в издании Шестьдесят лет экстрасенсорного восприятия (англ. Extra-sensory perception after sixty years), в котором были объединены результаты идентичных экспериментов, выполненных независимыми исследователями. Авторы книги — психологи Университета Дьюка — Джозеф Пратт и Джозеф Райн с соавторами. Мета-анализ был выполнен на основе 145 статей об экстрасенсорном восприятии, опубликованных в период с 1882 по 1939 год и содержал оценку влияния неопубликованных данных. В 1970-е годы более сложные аналитические методы были введены в исследования в области образования Д. В. Глассом, Ф. Л. Шмидтом, Дж. Е. Хантером.
Джин Гласс был первым современным статистиком, формализовавшим использование метаанализа, и считается современным основателем этого метода. Первое использование термина согласно Oxford English Dictionary было совершено Глассом в 1976 году. Статистические теории, посвящённые метаанализу, были значительно развиты в работах Nambury S. Raju, Larry V. Hedges, Harris Cooper, Ingram Olkin, John E. Hunter, Jacob Cohen, Thomas C. Chalmers, Robert Rosenthal, Frank L. Schmidt.
В настоящее время метаанализ широко используется в эпидемиологии и доказательной медицине.

## Преимущества
Преимущества метаанализа (над обзорами литературы и др.):
- указывает, что выборка более разнообразна, чем предполагалось, исходя из разнообразия образцов
- обобщение нескольких исследований
- контроль разнообразия между исследованиями
- может объяснять разнообразие между данными
- увеличение статистической мощности
- работает в условиях избытка информации — каждый год публикуется большое количество статей
- обобщает несколько исследований и поэтому меньше зависит от отдельных находок, чем индивидуальные исследования
- может обнаруживать систематические ошибки

## Этапы
1. Формулирование задачи
2. Изучение литературных данных
3. Отбор исследований (критерии включения)
  - Включение основано на качественных критериях, например, наличие рандомизации и слепого контроля в клинических исследованиях
  - Отбор отдельных исследований, (по объектам), например, лечение рака молочной железы
  - Включение или невключение неопубликованных данных
4. Решение о том, какие зависимые не включаются в метаанализ
  - Различия (дискретные данные)
  - Средние (непрерывные данные)
5. Выбор модели